# Villa La Mattonaia

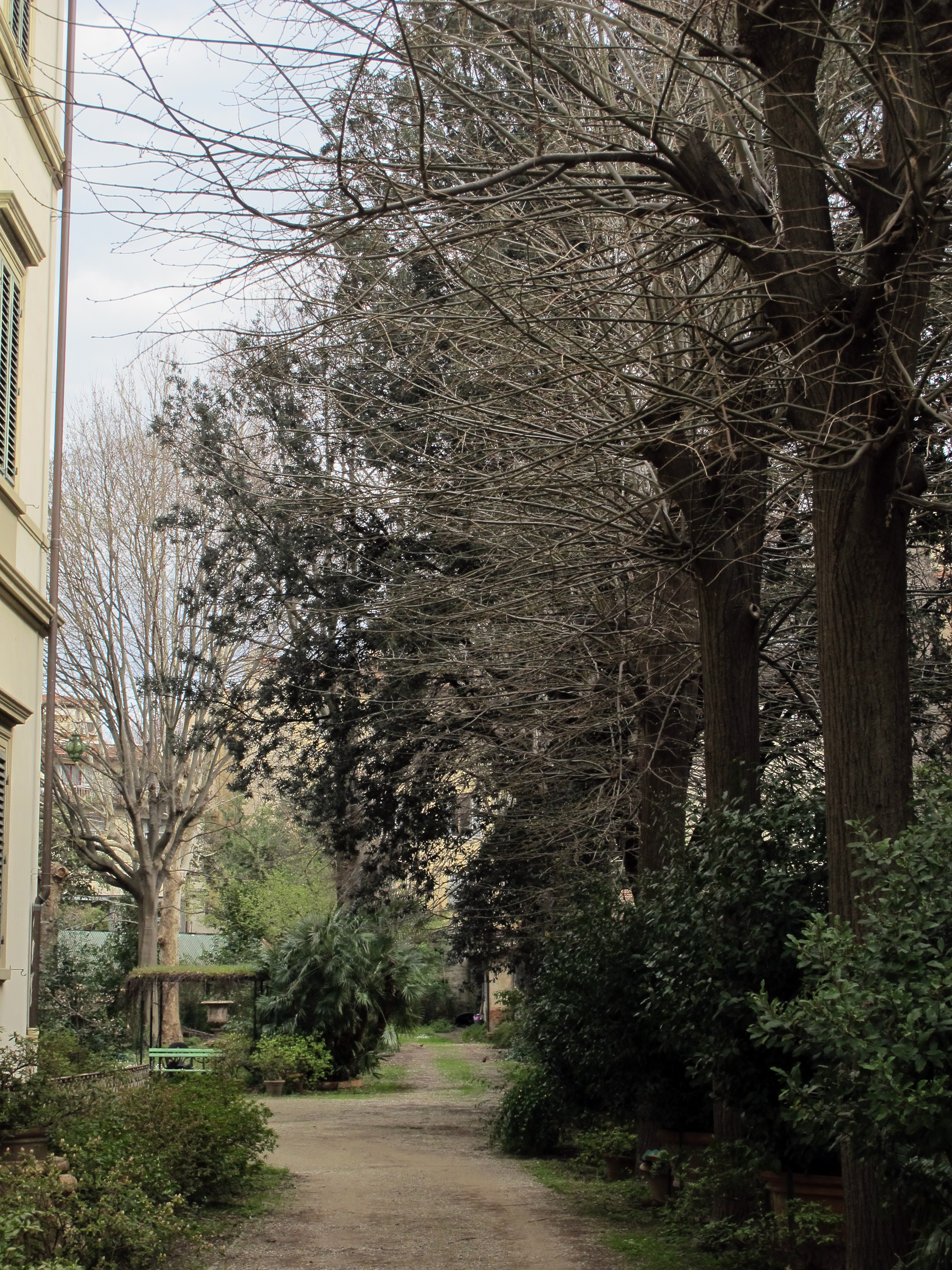
Gli orti

Villa La Mattonaia, o Casino Ginori, è un edificio di Firenze, situato in via della Mattonaia 34, 36, 38, 40, 44.

## Storia e descrizione
L'edificio documenta quanto resta del casino di delizia dei Ginori, a occupare gli ampi appezzamenti di terra già di proprietà, assieme ad una casa da signore, della famiglia Guardi, passati per estinzione della stessa ai primi del Settecento all'ospedale degli Innocenti. Si deve in particolare al senatore Lorenzo Ginori (che aveva ottenuto a livello la proprietà nel 1761 e l'aveva poi acquistata nel 1781) la trasformazione di questa antica casa in una grande villa eretta su progetto degli architetti Gasparo Maria Paoletti e Giulio Mannaioni, al tempo famosa proprio per le piante di pregio e da frutto coltivate nei giardini alle sue spalle, isolata in un'area ancora inedificata e quindi, per quanto entro le mura, dal carattere decisamente campestre.
Due relazioni del 1792 degli architetti Giuseppe Salvetti e dello stesso Gasparo Maria Paoletti permettono di ricostruire con estrema precisione il carattere assunto dall'edificio in questi anni, informando peraltro sui numerosi stravaganti meccanismi che lo popolavano (tra i quali una sedia semovente per salire ai piani superiori del casino, antefatto degli odierni ascensori) e che lo rendevano un delizioso luogo di svago per il proprietario e per i suoi numerosi ospiti. Le fontane del parco erano alimentate da un complesso sistema idrico, che raccoglieva le acque d'Arno sulla cima della Torre della Zecca e poi, lungo tubature che correvano lungo le mura, arrivavano fino ai giardini della Mattonaia.
Limitatamente agli esterni è da segnalare come questo subisse una radicale trasformazione: "la facciata a mezzogiorno prospiciente il giardino fu decorata con scorniciature intorno alle porte ed alle finestre; il lato della casa volto a levante fu ampliato notevolmente, costruendo sopra l'antico stanzone dei vasi due piani di fabbricato, e la facciata di questa ala esposta ad oriente fu ornata di un frontone settecentesco con un grande orologio in alto, al centro, e la campana che scandiva le ore (...). Dal centro del giardino partiva un viale che finiva al muraglione di confine con l'orto di clausura delle monache di santa Teresa e probabilmente sopra lo stesso muro di confine fu dipinta a fresco una prospettiva con un cancello, pilastri ed urne sul davanti, e, nello sfondo, la veduta di un bersò in lontananza" (Ginori Lisci).
All'interno, dell'antico splendore restano alcuni medaglioni in marmo, una sala dalla volta affrescata, soffitti in stucco e impiantiti di ceramica.
Tra le personalità che frequentarono la villa ci fu la Corilla Olimpica, che con le sue improvvisazioni poetiche deliziava gli invitati e il proprietario della villa, che nel frattempo era diventato pastore arcadico col nome di "Teodamante Mantineo".
Con la morte di Lorenzo Ginori nel 1791 la proprietà fu affittata, per lo più a stranieri, per passare poi per via ereditaria ai Torrigiani. Ai tempi di Firenze Capitale (1865-1871) è documentata come trasformata parzialmente in bagno pubblico, e comunque ridotta progressivamente e vistosamente dallo sviluppo del quartiere della Mattonaia. In quegli anni fu visitata da Vittorio Emanuele II, come ricorda una targa murata nel portico interno. Nel 1880 è ricordata come utilizzata dall'americano Livingstone che qui teneva le scuderie dei suoi famosi cavalli. Ai primi del Novecento lo Stabilimento di orticoltura gestito dal vivaista Raffaello Mercatelli ha contribuito per vari decenni a rinnovare l'importanza del luogo per la botanica fiorentina, con splendide collezioni di camelie e di azalee.